# Stimorol

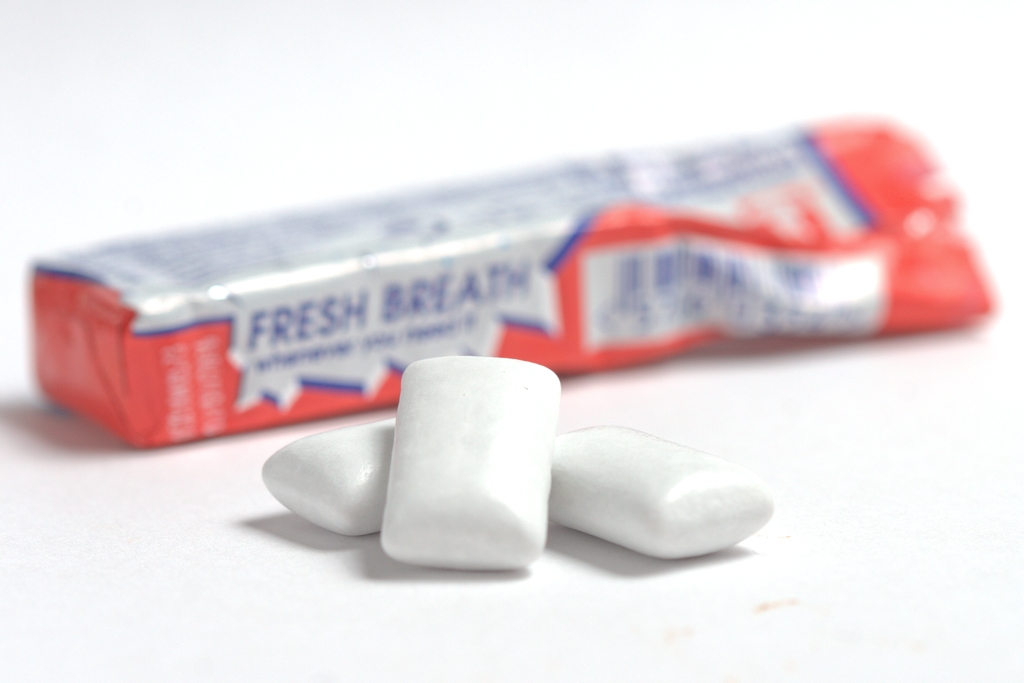
Tuggummin från Stimorol.

Stimorol är ett varumärke för tuggummi som ägs av företaget Perfetti Van Melle, med huvudkontor i Nederländerna. Varumärket var tidigare en del av Mondelez International men såldes till Perfetti Van Melle 2022.
Stimorol skapades av det danska företaget Dandy, grundat 1915 av Holger Sørensen.[källa behövs] Stimorols original-tuggummi innehåller sötningsmedel istället för socker och har en frisk lakritssmak.